# يوسف بليدة
يوسف عبد الله بليدة (مواليد 30 أكتوبر 2002) لاعب كرة قدم قطري يجيد اللعب في حراسة المرمى مع نادي السد في دوري نجوم قطر.

## مسيرة اللاعب
لعب في نادي السد و أعير إلى نادي الشمال مطلع عام 2023.